# Джерело «Червона криниця»
Червона Криниця — джерела, гідрологічна пам'ятка природи місцевого значення. Розташовані у селі Базар Чортківського району Тернопільської області біля річки Червона.
Оголошені об'єктом природного-заповідного фонду рішенням Тернопільської обласної ради № 50 від 26 лютого 1999.
Перебуває у віданні Базаринської сільради.
Площа — 0,42 га.
Під охороною — 5 джерел, що витікають із-під пластів червоного каменю, мають науково-пізнавальне, естетичне, історичне та оздоровчо-лікувальне значення.